# Pia Fris Laneth
Pia Fris Laneth (født 20. december 1956 i København) er en dansk forfatter, filminstruktør og foredragsholder. Hun er uddannet cand.adm.pol. på Københavns Universitet i 1985.

## Priser
- 2007, KRAKA-prisen
- 2007, LO's kulturpris
- 2015, Weekendavisens litteraturpris

## Udgivelser
- Lillys Danmarkshistorie : kvindeliv i fire generationer, 2009, ISBN 978-87-02-06790-3
- Respekt : historier fra Settlementet på Vesterbro, 2011, ISBN 978-87-994731-0-6
- Moderskab og mødrehjælp : otte portrætter og 100 års historie, 2014, ISBN 978-87-7467-119-0
- 1915 - da kvinder og tyende blev borgere, 2015, ISBN 978-87-02-17082-5